# البطولة العربية للأشبال لكرة اليد
البطولة العربية للأشبال لكرة اليد النسخة الاولي من البطولة العربية لكرة اليد 2023

## سجل التتويجات
| السنة | المكان  | البطل | الوصيف           | الثالث |
| ----- | ------- | ----- | ---------------- | ------ |
| 2023  | المهدية | تونس  | العربية السعودية | الكويت |